# Активности и терапија уз помоћ коња
Активности и терапија уз помоћ коња означавају групу активности којима је заједничко укључивање особа са инвалидитетом или било каквом врстом потешкоћа и коња, а циљеви могу да буду побољшања квалитета живота у ширем смислу, до специфичних терапијских циљева. За ову широку групу активности често се употребљава назив терапијско јахање.
Особе са најразличитијим стањима и обољењима, попут можданог удара, церебралне парализе, потешкоћа у учењу, аутизма или дауновог синдрома, било да су узраста од две или педесет година могу осетити бенефите од активности и терапија уз помоћ коња. На коњу они немају ограничења као у свакодневном животу. Поред пријатног доживљаја који имају у контакту са коњима, побољшавају се њихове моторне и психосоцијалне функције. Кроз све облике терапијског јахања долази до развоја потенцијала, самопотврђивања и социјализације. Гради се нови, хумани однос у животу јахача са другим живим бићем – коњем, који се рефлектује на односе према другим живим бићима.

## Историја
Забележено је да су се коњи користили још у време Старих Грка, 600 г. пре Христа, не само као превозно средство већ и као начин за побољшање здравља и добробити болесних људи. Касније, кроз векове, постоје докази да су се коњи све чешће користили у терапији. Занимљиво је да је Енглеска још на прелазу 19. у 20. век признала јахање за особе са инвалидитетом као користан облик терапије, те да је током Првог светског рата држава омогућила терапију јахањем у Оксфордској болници за рањене војнике. Такође у Скандинавији, 1946. је већ након две разорне епидемије  НАРХА дечије парализе уведена терапија јахањем.
Процват терапијског јахања догађа се 1952. након Олимпијских Игара у Хелсинкију, где је Лиз Хартел у дресурној категорији Гранд Приx, освојила сребро упркос прележаној дечијој парализи. Та победа није била важна само за њу, већ и за све друге особе с посебним потребама јер је скренула пажњу да особе са инвалидитетом имају велике могућности и потенцијале у спортском јахању.1969. године су основане две најутицајније организације за терапијско јахање.
У САД (Вирџинија) основано је удружење “The North American Riding for the Handicapped Association” (NARHA), данашњи PATH Intl, а у Европи “The British Riding for the Disabled Association” (RDA) основана је уз подршку краљевске породице. 1980. у Бриселу је основана међународна организација “Federation Riding for Disabled International” (FRDI).
Лечење хипотерапијом признато је и у Норвешкој, Немачкој, Аустрији, Словенији итд. Србија добија првог хипотерапеута и десетак терапеута за активности и терапије уз помоћ коња 2013. године.

## Коњ терапеут
Јако је важно да животиња буде мирна и обучена за терапију, па се коњи пажљиво бирају, како би се квалитет њихових покрета, који директно утичу на јахача-пацијента, максимално искористио. Терапија траје 30 минута, а често се користе различита помагала и дидактичка средства, као што су лоптице, обручи, играчке... Терапија се спроводи у природи, уз игру и забаву, а резултати се постижу врло брзо, у зависности од дијагнозе и фазе обољења. Чланови тима су терапеут, асистент и водич коња који има важну улогу како би се различити апсекти покрета коња искористили на најбољи могући начин, час најефикасније искористио и добили најбољи резултати.

## Терапијско јахање
Европски приступ терапијско јахање дели на основу следећих подручја: медицина, психологија, педагогија и спорт, а унутар тих области постоје и различити облици терапијског јахања: хипотерапија, радна терапија, психотерапија, специјално педагошко јахање и паракоњарство. Укључивање корисника у паракоњарство, тј. рекреативно и спортско јахање особа са инвалидитетом, представља велики успех за ове особе и њихове породице, јер оно подразумева висок степен самосталности и задовољства. Терапијски учинци било које активности са коњима се постижу пре свега захваљујући јединственом кретању коња и природи његовог бића. Из свих облика терапијског јахања посебно се издваја хипотерапија.

### Хипотерапија
Хипотерапија је посебан облик физиотерапије на неурофизиошкој основи. Изводи је физиотерапеут са додатним образовањем - хипотерапеут. Иако има учинак и као самостална терапија, препоручљиво је да се комбинује са другим облицима физикалне терапије. Основа за извођење хипотерапије су различити концепти у физиотерапији, тако да је неопходно да физиотерапеут, поред обуке о хипотерапији, након студија прође и обуке неке од ових ауторизованих метода. Хипотерапију преписује лекар – специјалиста, а изводи се као индивидуална терапија. Хипотерапеут коначно процењује стање и одговоран је за сигурност пацијента, за правилно вођење коња и правилну помоћ асистента.
У хипотерапији учествује хипотерапијски тим у чијем су саставу, поред пацијента, коњ, физиотерапеут – хипотерапеут, водич коња и асистент по потреби. 
Хипотерапија траје 20 – 30 мин, у зависности од кондиционог и здравственог стања пацијента.
- кретање коњских леђа у фреквенцији од 90 до 110 импулса у минути (што је једнако броју импулса при људском ходу) које се при правилном положају јахача преноси од леђа на труп, посредно на цело тело,
- тродимензионално кретање трупа кроз све три равни,
- телесну температуру коња која уз ритмичне покрете утиче на мишићни тонус,
- уравнотежено понављање правилних образаца кретања и
- велику мотивацију и жељу за учешћем у терапији.

Најважнији ефекти хипотерапије су:
- позитивне промене мишићног тонуса и изградња централног мишићног тонус
- прекидање патолошких (неправилних) образаца кретања,
- позитиван утицај на равнотежу,
- позитиван утицај на мишићну снагу и издржљивост,
- позитиван однос који настаје између пацијента и коња.